# Ann-Mari Svennerholm
Ann-Mari Svennerholm, född 1947, är en svensk medicinsk forskare.
Svennerholm disputerade 1975 vid Göteborgs universitet, där hon är professor i mikrobiologi och immunologi. Hennes forskningsområde är framför allt vacciner mot olika infektioner, bland annat kolera, diarré-orsakande Escherichia coli och Helicobacter pylori.

## Utmärkelser och ledamotskap
- H.M. Konungens medalj i guld av 8:e storleken i Serafimerordens band (Kon:sGM8mserafb, 2018) för förtjänstfulla insatser inom biomedicinsk forskning[3]
- Ledamot av Kungliga Vetenskapsakademien (LVA, 2008)